# 數碼暴龍02 THE BEGINNING
《數碼暴龍02 THE BEGINNING》是东映动画和东映制作、梦太公司外判制作的剧场版动画，2023年10月5日先行上映，2023年10月27日正式上映，2024年5月29日发行Blu-ray和DVD，2024年8月1日网络播映。是数码宝贝系列剧场版动画第11部，是《数码宝贝大冒险 最后的进化 绊》的续作，也是令和时代的第2部数码宝贝剧场版动画作品。原企划标题为《數碼暴龍02 THE FIRST》。

## 剧情
这个世界充满了可能性。眼前的大千世界时而让人感到希望，时而又无情。但是我们将毫不犹豫地接受这些世界。那是因为，这将成为全新冒险之路的扉页。也是因为，这是诞生全新可能性的开始。
2012年2月，东京铁塔上空突然出现了一个巨大的数码蛋，向全世界发送了一条消息「谁都会有好朋友，让数码兽陪伴世界每一个人左右。」
当全世界都在关注事件发展时，本宫大辅（20岁）和伙伴们面前出现了一名虽然持有残缺的数码器，但身边没有搭档数码兽的青年・大和田類，自称「我没有数码兽，我的搭档数码兽被我杀了，我是世界上最初和数码兽建立搭档关系的人类。」并称「人类和数码兽不能相遇，只会为彼此带来不幸。」
在最初被选召的孩子出现的背后，隐藏着大和田類年幼时的一个愿望……当过去和现在全部连接在一起的时候，数码兽史上最大的危机来临。数码兽和被选召的孩子们的秘密揭晓，本宫大辅和伙伴们的选择究竟是什么？如今，已经长大成人的被选召的孩子们再次出动！

## 概要
2020年秋季本作企划，2021年8月1日「数码祭2021」（デジフェス2021）宣布制作决定，2022年7月30日「数码祭2022」（デジフェス2022）抢先公布约7分钟片头部分。时间线设定在《数码宝贝大冒险》（1999年）13年后、《数码宝贝大冒险02》（2002年）10年后、《数码宝贝大冒险tri.》（2005年）7年后、《数码宝贝大冒险 最后的进化 绊》（2010年）2年后的2012年。
本作由东映动画和东映名义外判给夢太公司制作，沿用《数码宝贝大冒险 最后的进化 绊》的制作组。本作在制作期间继续加入「总监制」（Supervisor）一职，该职位依旧由东映动画规划制作本部规划开发部长关弘美负责，亦是《数码宝贝大冒险》和《数码宝贝大冒险02》企划之一。「总监制」职位与「制作人」（Producer）的区别在于，制作人基本的职责是某些决定和作品的方向性，而总监制则负责对脚本决定进行监修、提供脚本创作和动画制作的参考意见。
本作原企划标题为《數碼寶貝02 THE FIRST》（デジモンアドベンチャー02 THE FIRST），原定制作全4话（每话20分钟左右，共80分钟）顺次播映的动画，后被升格为剧场版（片长80分钟）。本作脚本在创作阶段曾进行过调整和修改，監督田口智久表示「原本想做时间穿越，本宫大辅和伙伴们穿越回到过去遇到最初被选召的孩子。但这样整合性就很困难了，因为系列存在年表，有大量必须保证的事件。一直考虑不能出现矛盾就无法推进制作，没办法让故事变得有趣。因此推翻了这个点子。」并且表示「那就是不改变至今已经展现出的历史，不可以去干涉某个时间点说『真相其实是这样的』，不可以否定过去的系列。把过去有的事情都认真地放进去，然后好好刻画没有描写出的部分。」
副制作人（Associate Producer）木下陽介認為系列每部作品的設定和能力都會重置，所以吩咐製作團隊不必太在意本作是前作《数码宝贝大冒险 最后的进化 绊》的延續。总监制关弘美称制作团队做了系列年表，但太在乎设定和整合性就会畏手畏脚，反倒无法注意真正想做的事，那就本末倒置了。監督田口智久認為一部「已經決定故事未來結局」前提下填補25年空窗期的脚本並不有趣，且认为前作《数码宝贝大冒险 最后的进化 绊》的故事已相當完滿，后续故事建议由其他人負責。曾担任过《数码宝贝大冒险》和《数码宝贝大冒险02》系列监督角铜博之則不认同关弘美和数码兽角色设计渡边健史谈论《数码宝贝大冒险02》最终话「被选召的孩子们的未来」等相关言论，并写文予以反驳。

## 登场角色

### 被选召的孩子们（主角群）
本宮大辅（Motomiya Daisuke）
配音：片山福十郎、木內玲子（日本）；傅晨阳（中國大陸）；郭湛深（香港）；魏伯勤（台灣）
徽章 - 勇气/友情/奇迹
在料理专门学校上学的二年级生，20岁。上学的同时，已经在拉面店开始修行，在定休日可以直接使用店铺，作为店主提供家系拉面。每天过着与V仔兽一起研究拉面的独居生活。
一乘寺贤（Ichijouji Ken）
配音：朗斯贝里·亚瑟（日本）；郝祥海（中國大陸）；鄧肇基（香港）；于正昇（台灣）
徽章 - 温柔
学习心理学的大学二年级生，才色兼备，20岁。逐渐看清自己的未来，为了警察考试一直在学习。在校园内，来自周围热切的目光也不断。但自己与蠕虫兽悠闲的阅读时间谁也不能打扰。
井上京（井之上京/井上京子）（Inoue Miyako）
配音：朝井彩加（日本）；闫夜桥（中國大陸）；陳子瑩（香港）；王瑞芹（台灣）
徽章 - 爱心/纯真
在工科大学学习编程语言的三年级生，结束在西班牙留学后，开始在印度学习编程语言，21岁。由于泉光子郎业务繁忙，「数码兽关系」交流社团开始以京为核心进行运营。喜欢穿亮色衣服这点还是一点没变。
火田伊织（Hida Iori）
配音：山谷祥生（日本）；李昕（中國大陸）；陳啟熾（香港）；林凱羚（台灣）
徽章 - 知识/诚实
成员中唯一的高中三年级生，18岁。志愿是律师，已确定将来读法学部，并且开始在律师事务所打工，处理一些简单的工作。从祖父那里学到的剑道至今仍没有放弃。有着坚强的一面，但非常珍视与犰狳兽度过的悠闲时光。
高石岳（高石武/高石猛）（Takaishi Takeru）
配音：榎木淳弥（日本）；宋云野（中國大陸）；劉達斌（香港）；詹雅菁（台灣）
徽章 - 希望
在文学部上学的大学二年级生，石田大和的弟弟，交友广泛，20岁。原姓石田，15年前父母离异时跟随母亲，随母亲的姓氏。面对电脑，会认真对待自己写的文章。唯独在和巴达兽相处的时光，不会去思考任何额外的事情。
八神光（八神嘉儿）（Yagami Hikari）
配音：M·A·O、野田顺子（日本）；巩大方（中國大陸）；余倩盈（香港）；楊凱凱（台灣）
徽章 - 光明
专攻幼教的女子专科大学二年级生，八神太一的妹妹，20岁。在幼儿教育方面的学习不断加深，同时在保育所打工。代替忙于工作的八神太一，在数码兽关系方面与迪路兽携手，成为了伙伴们的核心。

### 最初被选召的孩子
大和田类（Ohwada Lui）
配音：緒方惠美（日本）；李兰陵、巩大方（中國大陸）；譚禹、王慧珠（香港）；錢欣郁（台灣）
19岁→20岁，持有残缺的数码器，右眼曾因受伤而移植乌科兽之眼。有着不幸的原生家庭和悲惨的童年，4岁生日（1996年2月29日）那天成为世界上最初和数码兽建立搭档关系的人类。

### 前作被选召的孩子们
八神太一（Yagami Taichi）
徽章 - 勇气
23岁，八神光的哥哥，早明大学政治经济学部毕业后，在外务省工作，担负起数码世界与现实世界纽带的职责。由于工作忙碌且独自生活，兄妹间有了距离感。
泉光子郎（Izumi Koshiro）
徽章 - 知识
22岁，上大学的同时自己在经营公司，通过这些资金，担负起数码世界与现实世界纽带的职责。由于业务繁忙，「数码兽关系」交流社团交于井上京主要运营。

### 主角群搭档数码兽
V仔兽（V-mon）
配音：野田顺子（日本）；李亚鲜（中國大陸）；顧詠雪（香港）；詹雅菁（台灣）
本宫大辅的搭档数码兽。至今已经不知道吵了多少架，但喜欢拉面这点与大辅完全一致，双方羁绊深厚。齐心协力进行拉面修行，总是一起把店里弄得非常热闹。
成长期，小龙型，自由/疫苗种。
必杀技：V仔头槌（V仔兽头槌）（V-mon Head）
進化順序：
XV兽（XV仔兽/V仔兽EX）（XV-mon）
配音：于正昇（台灣）
成熟期，幻龙型，自由种/疫苗种。
必杀技：X激光（X光线/X镭射）（X-Laser）
叠龙兽（机甲龙兽）（Paildramon）
配音：野田顺子、高桥直纯（日本）；李亚鲜、李昕（中國大陸）；顧詠雪、簡懷甄（香港）；于正昇、魏伯勤（台灣）
完全体，龙人型，自由种/数据种/疫苗种。
必杀技：亡命冲击波（死亡火箭炮/绝望冲击）（Desperado Blaster）
帝皇龙兽：龙形态（Imperialdramon: Dragon Mode）
究极体，古代龙型，自由种/数据种/疫苗种/病毒种。
必杀技：百万死亡（百万屠杀/百万灭亡/超级死亡）（Mega Death）
帝皇龙兽：战士形态（帝皇龙兽：战斗形态/帝皇龙兽：作战形态/帝皇龙兽：龙人形态/帝皇龙兽：攻击形态）（Imperialdramon: Fighter Mode）
究极体，古代龙人型，自由种/疫苗种/病毒种。
必杀技：千兆死亡（千兆屠杀/超级死亡）（Giga Death）
蠕虫兽（虫虫兽）（Wormmon）
配音：高桥直纯（日本）；李昕（中國大陸）；李蔓宜（香港）；魏晶琦（台灣）
一乘寺贤的搭档数码兽。得益于贴心且充满奉献精神的蠕虫兽，贤成长为一名优秀青年，这让蠕虫兽也倍感骄傲。
成长期，幼虫型，自由/疫苗/病毒种。
必杀技：粘粘网（粘性罗网）（Nebaneba Net）
進化順序：
刺钉兽（飞虫兽）（Stingmon）
配音：簡懷甄（香港）；魏伯勤（台灣）
成熟期，昆虫型，自由种/数据种/病毒种。
必杀技：终结刺钉（终极刺钉）（Spiking Finish）
叠龙兽（机甲龙兽）（Paildramon）
配音：高桥直纯、野田顺子（日本）；李昕、李亚鲜（中國大陸）；簡懷甄、顧詠雪（香港）；魏伯勤、于正昇（台灣）
完全体，龙人型，自由种/数据种/疫苗种。
必杀技：亡命冲击波（死亡火箭炮/绝望冲击）（Desperado Blaster）
帝皇龙兽：龙形态（Imperialdramon: Dragon Mode）
究极体，古代龙型，自由种/数据种/疫苗种/病毒种。
必杀技：百万死亡（百万屠杀/百万灭亡/超级死亡）（Mega Death）
帝皇龙兽：战士形态（帝皇龙兽：战斗形态/帝皇龙兽：作战形态/帝皇龙兽：龙人形态/帝皇龙兽：攻击形态）（Imperialdramon: Fighter Mode）
究极体，古代龙人型，自由种/疫苗种/病毒种。
必杀技：千兆死亡（千兆屠杀/超级死亡）（Giga Death）
麻鹰兽（Hawkmon）
配音：远近孝一（日本）；胡博豪（中國大陸）；黃尉斯（香港）；于正昇（台灣）
井上京的搭档数码兽。平时举止如绅士，说话彬彬有礼，但被京的天真烂漫折腾以及京陷入危机的时候，就会失去冷静，表现出热情激动的一面。
成长期，鸟型，自由种/数据种。
必杀技：飞羽斩（羽毛回力镖/羽毛回力刀）（Feather Slash）
進化順序：
天鹰兽（亚古拉兽）（Aquilamon）
成熟期，巨鸟型，自由种/数据种。
必杀技：爆风激光（冲击镭射/爆风镭射）（Blast Laser）
西尔芙兽（人面战鹰兽）（Silphymon）
配音：远近孝一、德光由禾（日本）；胡博豪、伍凤春（中國大陸）；黃尉斯、梁少霞（香港）；于正昇、魏晶琦（台灣）
完全体，兽人型，自由种/数据种。
必杀技：风灵弹（冲上云霄）（Top Gun）
犰狳兽（穿山兽）（Armadimon）
配音：浦和惠（日本）；刘莉岩（中國大陸）；周恩恩（香港）；楊凱凱（台灣）
火田伊织的搭档数码兽。完全接受了过于耿直的伊织，性格乐天开朗。操着一口独特的名古屋口音，还非常擅长说唱。
成长期，哺乳类型，自由种/疫苗种。
必杀技：滚石（滚动攻击/滾动冲击）（Rolling Stone）
進化順序：
甲龙兽（战甲兽）（Ankylomon）
配音：魏晶琦（台灣）
成熟期，铠龙型，自由种/疫苗种。
必杀技：万吨压力（百万吨重压）（Megaton Press）
土偶兽（古神兽）（Shakkoumon）
配音：浦和惠、松本美和（日本）；刘莉岩、曲昊（中國大陸）；周恩恩、郭湛深（香港）；魏晶琦、楊凱凱（台灣）
完全体，突然变异型，自由种/疫苗种/数据种。
必杀技：荒御魂（Aramitama）
巴达兽（Patamon）
配音：松本美和（日本）；芦煦清（中國大陸）；王慧珠（香港）；楊凱凱（台灣）
高石岳的搭档数码兽。因为岳在学校也被朋友们包围着，所以在家时想和岳一起玩，不过非常注意在岳看小说的时候不去打扰。
成长期，哺乳类型，数据种。
必杀技：空气炮（Air Shot）
進化順序：
天使兽（Angemon）
配音：曲昊（中國大陸）；郭湛深（香港）
成熟期，天使型，疫苗种。
必杀技：天堂之拳（Heaven's Knuckle）
土偶兽（古神兽）（Shakkoumon）
配音：松本美和、浦和惠（日本）；曲昊、刘莉岩（中國大陸）；郭湛深、周恩恩（香港）；楊凱凱、魏晶琦（台灣）
完全体，突然变异型，自由种/疫苗种/数据种。
必杀技：荒御魂（Aramitama）
迪路兽（Tailmon）
配音：德光由禾（日本）；伍凤春（中國大陸）；梁少霞（香港）；魏晶琦（台灣）
八神光的搭档数码兽。内心还是一样坚强，为了光，无论怎样的对手也会去面对。在一起的时候，迪路兽似乎会展现出坦率而撒娇的样子。
成熟期，圣兽型，疫苗种。
必杀技：猫猫拳（Neko Punch）
進化順序：
天女兽（Angewomon）
完全体，大天使型/天使型，疫苗种/自由种。
必杀技：神圣之箭（神圣弓箭/神圣光箭）（Holy Arrow）
西尔芙兽（人面战鹰兽）（Silphymon）
配音：德光由禾、远近孝一（日本）；伍凤春、胡博豪（中國大陸）；梁少霞、黃尉斯（香港）；魏晶琦、于正昇（台灣）
完全体，兽人型，自由种/数据种。
必杀技：风灵弹（冲上云霄）（Top Gun）

### 最初搭档数码兽
乌科兽（Ukkomon）
配音：釘宮理惠（日本）；李姗姗（中國大陸）；張彩虹（香港）；林沛笭（台灣）
大和田類的原搭档数码兽。在古代数码世界留下活动记录的梦幻般古代种数码兽。传闻乌科兽会实现他人的愿望，因此在他周围聚集着很多数码兽，乃至繁荣到形成一个村落。然而随着古代数码世界大破坏，乌科兽的活动记录也断绝，因此被认为已经灭绝。
成长期，古代妖精型，自由种。
必杀技：漩涡回旋（自转螺旋）（Whirlpool Spin）
進化順序：
大乌科兽（巨乌科兽）（Big Ukkomon）
究极体，古代妖精型，自由种。
必杀技：暴力惩罚者（暴虐裁罚者/暴力处决）（Violent Punisher）

### 前作搭档数码兽
奥米加兽（奥麦加兽/亚米加兽/欧米加兽）（Omegamon）
八神太一与石田大和的搭档数码兽。战斗暴龙兽和金属加鲁鲁兽融合而诞生的圣骑士型数码兽，兼具两者特性，是在任何情况下都能充分发挥自身能力的复合型战士。
究极体，圣骑士型，疫苗种。
必杀技：暴龙剑（暴龙飓风剑）（Grey Sword）

### 其他数码兽
灭世魔兽（Armagemon）
究极体，种族不明，属性不明。
必杀技：究极爆炎炮（Ultimate Flare）

### 其他
旁白（Narration）
配音：平田广明（日本）；郝祥海（中國大陸）；劉達斌（香港）；于正昇（台灣）
播音员（Announcer）
配音：鳥越真綾、丹羽正人（日本）；芦煦清、宋云野（中國大陸）；陳子瑩、黃尉斯（香港）；林凱羚、魏伯勤（台灣）

## 特别用语
被选召的孩子们（DigiDestined）
在数码世界发生某些异常状况之际，为了修复这些异常状况，而被选召的少男少女。他们比其他人更早得到搭档数码兽，附加了「为了修复异常状况而战」的义务。
徽章（Emblems）
由被选召的孩子们持有，而其中不同的徽章（勇气、友情、爱心、知识、纯真、诚实、希望、光明、奇迹、温柔等）有着各自不同的形状，展示着每个人所具有的最突出的美好个性。
数码蛋（Digitama）
数码蛋是孵化出数码兽的蛋，从数码蛋到幼年期前期即数码兽的诞生。数码兽并不存在雌雄之分，因此不能进行繁殖活动，不过成熟期的数码兽在寿终正寝之际可以复制自己的数据，留下数码蛋。数码蛋存在各色种类，各自外观特征和诞生出的幼年期数码兽也不同。
合步进化（Jogress Evolution）
Jogress（合步）是由Joint（联合）及Progress（进步、发展）构成的合成词，又称「联展」。数码兽之间合体，向上进化一个等级的技术称为「合步」，而等级没有变化则称为「合体」。不是任何数码兽都能进行合步，数码兽之间还存在相性等因素。其中究极体之间的合步，更是仅限屈指可数的数码兽使用，有时也被称为「合体究极体」。

## 重要代表物件
D-3
除了旧版数码器的功能，还有数码精神（数码装甲）探知功能以及可以进行搭档数码兽的装甲进化，还有通过电脑和大门地点打开数码之门的能力。由于显示其功能的「DIGITAL（数码）」「DETECT（探测）」「DISCOVER（发现）」三个关键词，泉光子郎的美国网友将其取名为「D-3」。
数码器（Digivice）
是数码世界引导光以驱除黑暗，被称为「数码器」的传说中的神圣仪器。其机能是让孩子们的心与搭档数码兽相连并引导进化。数码器所放出的光还有净化能力。显示面板有时钟功能，还能充当数码器持有者之间的探知器，知晓伙伴们所在方向。
数码终端器（D-Terminal）
通过与D-3配套使用，可以将数码精神以数据的形式存储。会对D-3发出的通信做出反应，让数码精神实体化。经由泉光子郎和井上京的改良具备了各种功能。翻盖印有「DIGIMON LINK SYSTEM」的LOGO，终端可以无线传递电子邮件，侧面USB等端口可以有线连接电脑和数码相机等。
智能手机型数码器（Smartphone Digivice）
由泉光子郎开发，将数码器和D-3大部分功能搭载到智能手机上，背面印刻着每个被选召的孩子们的徽章，方便携带和使用。

## 作品中出现的实物和地名

### 东京

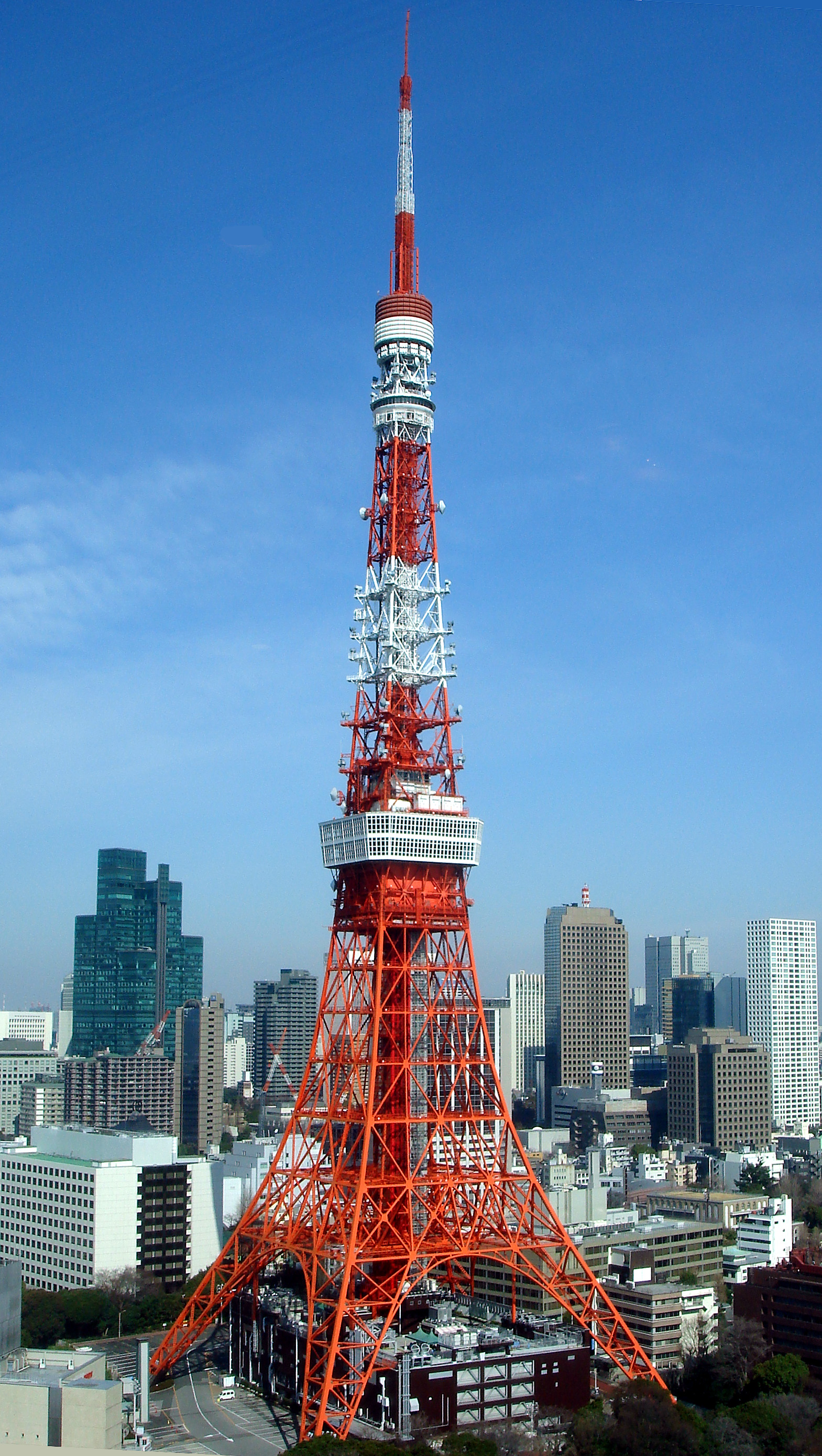
东京铁塔

- 东京铁塔：位于以增上寺为中心的芝公園地标性建筑
- 光丘：位于光丘西大通的合欢桥（ねむのき橋）等地标性建筑
- 御台场：位于东京湾的彩虹大桥和御台场海滨公园等地标性建筑
- 银座：位于银座四丁目路口的和光百货和三越银座店等地标性建筑
- 新宿：位于新宿站东口站前的新宿ALTA等地标性建筑
- 涩谷：位于涩谷路口的QFRONT等地标性建筑
- 吉普大切諾基：高石岳的SUV
- 慶應義塾大學（三田校区）：一乘寺贤所就读的大学原型
- 新宿布鲁克林休息室（Brooklyn Parlor Shinjuku）：片中名为「美利坚休息室」（American Parlor）
- 橫濱家系大和家拉麵（横浜家系ラーメン大和家）：片中名为「大和屋拉麵」（らぁ麺大和屋）
- 卡樂B马铃薯片（Calbeeポテトチップス）：片中名为「Kelbaa薯条!兽」（Kelbaaポテ!モン）
- 茶室RENOIR（喫茶室ルノアール）：片中名为「喫茶室HANOLAR」（喫茶室ハノラール）
- 新宿Wald9（新宿バルト9）：片中名为「新宿Hald 6」（新宿ハルト6）
- 大盛堂書店（大盛堂書店）：片中名为「小盛堂書店」（小盛堂書店）
- 麵屋三郎（麵屋三郎）：片中名为「三郎拉麵」（らあぬん三郎）
- 大户屋（OOTOYA）：片中名为「大泉屋」（OOIZUMIYA）
- 艾富尔（アイフル）：片中名为「艾卡尔」（アイカル）
- 青山洋服（洋服の青山）：片中名为「音山」（音山）
- 御木本（MIKIMOTO）：片中名为「MIKITOMO」
- 宇舶表（HUBLOT）：片中名为「HUDLOT」
- 东芝（TOSHIBA）：片中名为「MOSHIBA」
- STUDIO ALTA：片中名为「STUDIO ARIA」
- 7-11（7-Eleven）：片中名为「7-ONE」
- 百果园：片中名为「千果園」（千果園）
- 雅虎（Yahoo!）：片中名为“Yofuu!”
- JNN NEWS：片中名为「YNN NEWS」
- 精工（SEIKO）：片中名为「SAIKO」
- 蝶翠诗（DHC）：片中名为「DHA」
- KINEZO：片中名为「KINEOO」
- DMM：片中名为「DWW」
- 歌舞伎町一番街
- 遊Vic 中野店
- 中野三番街
- 國會議事堂
- 赤羽橋口
- 品川埠頭
- 勝鬨橋

### 世界其他地区

#### 美洲地区

##### 纽约

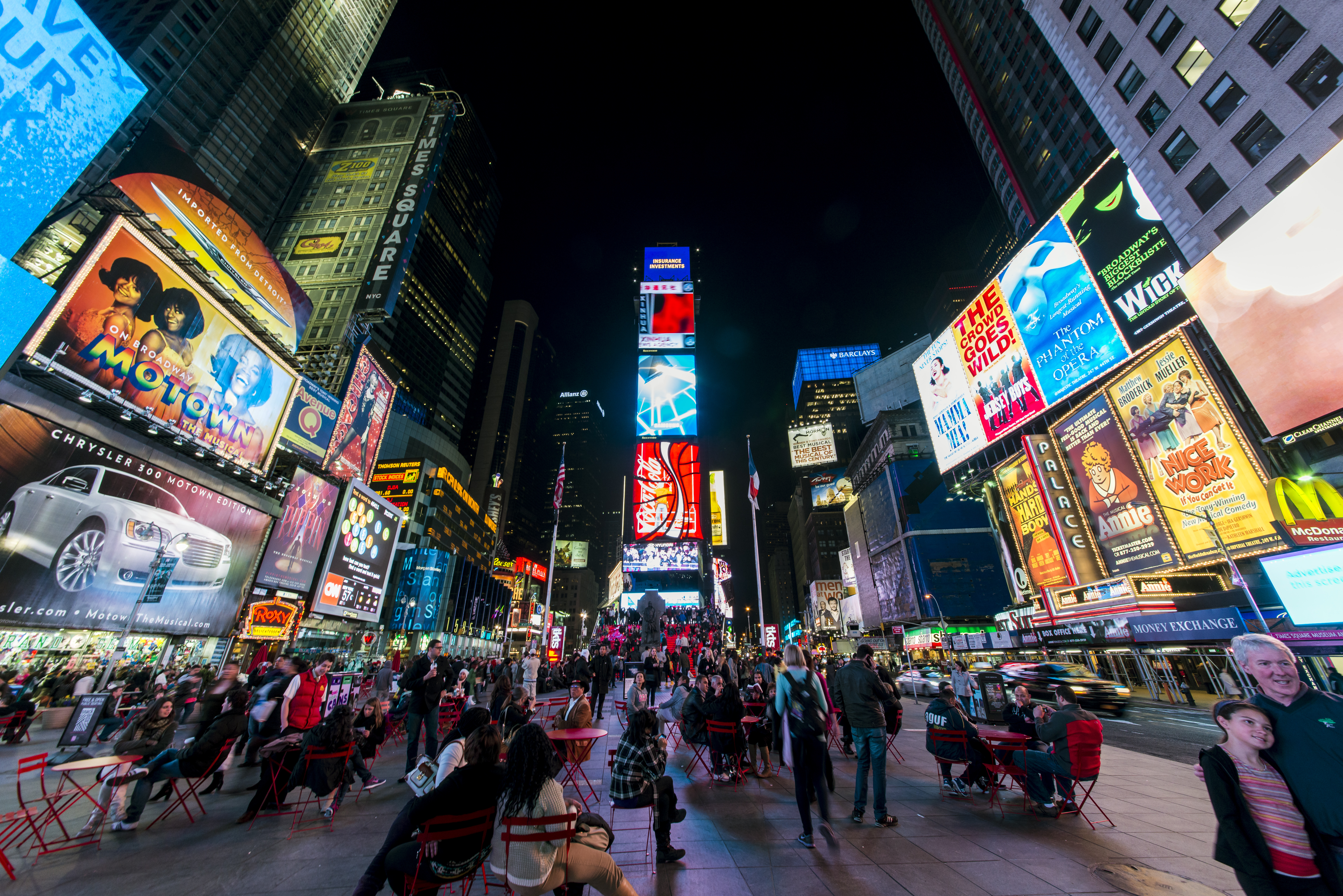
時報廣場

- 時報廣場
- 曼哈頓中城

##### 瓜纳华托
- 瓜纳华托大学
- 埃尔皮派拉塑像
- 瓜纳华托圣母圣殿

#### 欧洲地区

##### 巴黎
- 艾菲爾鐵塔
- 巴黎凯旋门
- 戴高乐广场
- 香榭丽舍大街
- 卡塔尔驻法国大使馆

##### 莫斯科
- 红场
- 克里姆林宫
- 圣瓦西里主教座堂
- 俄罗斯国家历史博物馆

##### 法兰克福
- 德意志交易所集团
- 法兰克福证交所大厅

#### 亚太地区

##### 上海

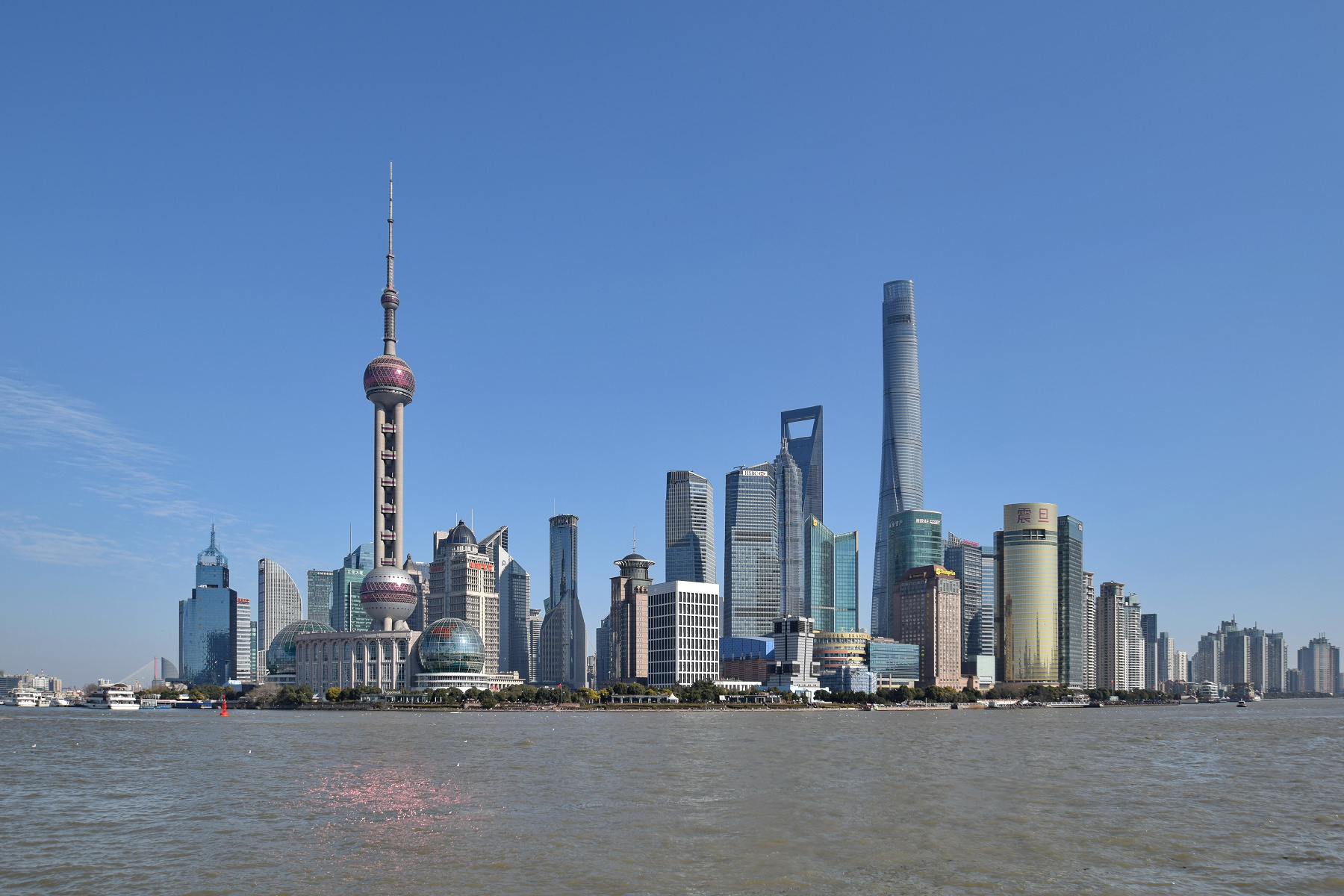
陆家嘴

- 外滩
- 黄浦江
- 陆家嘴
- 金茂大厦
- 上海中心大厦
- 上海环球金融中心
- 上海国际会议中心
- 东方明珠广播电视塔

##### 香港
- 彌敦道
- 霓虹灯招牌

##### 新加坡
- 卓錦豪庭
- 爱雍·乌节

##### 黄金海岸
- 黄金海岸
- 冲浪者天堂

## 制作人员
- 原案：本乡昭由
- 制片人：高木胜裕、吉村文雄
- 企划：森下孝三
- 执行制作人：篠原智士、鈴木篤志
- 高级制作人：井上貴博、柴田宏明
- 企划制作：野口光一
- 制作人：下村英里
- 副制作人：木下阳介
- 总监制：关弘美
- 监督：田口智久
- 副监督：笹原嘉文
- 演出·分镜：田口智久[注 14]、笹原嘉文、上田慎一郎
- 脚本：大和屋晓
- 音乐：富貴晴美
- 音乐制作人：松井伸太郎、藤田雅章
- 角色设计：中鹤胜祥
- 数码兽角色设计：渡边健史
- 动画角色设计：立川聖治
- 动画数码兽角色设计：立川聖治、熊谷哲矢
- 总作画监督：立川聖治、西村理惠
- 作画监督：立川聖治、西村理惠、稻留和美、津奈木亞樹、赤堀重雄、西野理惠、关崎高明
- 作画监督補佐：佐藤哲也、油井徹太郎、长谷川圭、田野智弘
- 道具设计：吉田大洋
- 美术监督：清木亞夕
- 美术设定：伊良波里沙
- 色彩设计：合田沙織
- 摄影监督：桑原真也
- 编集：坪根健太郎
- 音响监督：飯田里樹
- 音响效果：古谷友二
- 录音：松田悟
- CG总导演：伊藤仁美
- CG造型导演：岛野达也
- CG制作人：田中卧龙
- 3D特技监督：土屋智義
- 3D导演：铃木雅臣
- 制作统括：山口聰
- 配给统括：菅原史
- 制作担当：須之内亮
- 宣传制作人：山下宗文
- 动画制作人：漆山淳
- 3DCG：Felix Film
- 动画制作：梦太公司
- 制作：东映动画、东映
- 配给：东映

## 音乐

### 主题曲

#### 片头曲

作詞：松木悠
作曲・編曲：太田美知彦
主唱：和田光司
（FEEL MEE UNIT）

#### 片尾曲
「Various Colors」
作詞：大道航（ZIZZ STUDIO）
作曲・編曲：4D2Y（ZIZZ STUDIO）
主唱：AiM
（FEEL MEE UNIT）

#### 插曲

作詞：松木悠
作曲：太田美知彦
編曲：溝口雅大
主唱：和田光司
（FEEL MEE UNIT）
「brave heart-THE BEGINNING Ver.-」
作詞：大森祥子
作曲：太田美知彦
編曲：玉木千尋
主唱：宮崎步
（FEEL MEE UNIT）
「Beat Hit!-THE BEGINNING Vocal Arrange Ver.-」
作詞：
作曲：太田美知彦
主唱・編曲：宮崎步
（FEEL MEE UNIT）

### 实体专辑
| 专辑编号                         | 专辑标题                                    | 发售时间       | 音乐人                 | 媒介  | 备注 |
| -------------------------------- | ------------------------------------------- | -------------- | ---------------------- | ----- | --- |
| FEME-17                          |                                             | 2021年8月1日   | 片山福十郎 野田順子    | CD    | 收录本宮大輔角色歌 收录V仔兽角色歌 |
| FEME-18                          |                                             | 2021年8月1日   | 朗斯贝里·亚瑟 高橋直純 | CD    | 收录一乘寺賢角色歌 收录蠕虫兽角色歌 |
| FEME-19                          |                                             | 2021年8月1日   | 朝井彩加 遠近孝一      | CD    | 收录井上京角色歌 收录麻鹰兽角色歌 |
| FEME-20                          |                                             | 2021年8月1日   | 山谷祥生 浦和惠        | CD    | 收录火田伊織角色歌 收录犰狳兽角色歌 |
| FEME-21                          |                                             | 2021年8月1日   | 榎木淳弥 松本美和      | CD    | 收录高石岳角色歌 收录巴达兽角色歌 |
| FEME-22                          |                                             | 2021年8月1日   | M·A·O 德光由禾         | CD    | 收录八神光角色歌 收录迪路兽角色歌 |
| NECM-10299                       |                                             | 2023年12月20日 | 和田光司               | CD    | 收录插曲「」 |
| NECM-10230                       | brave heart-THE BEGINNING Ver.-             | 2023年12月20日 | 宮崎步                 | CD    | 收录插曲「brave heart-THE BEGINNING Ver.-」 |
| NECM-11067                       | Beat Hit!-THE BEGINNING Vocal Arrange Ver.- | 2023年12月20日 | 宮崎步                 | CD    | 收录插曲「Beat Hit!-THE BEGINNING Vocal Arrange Ver.-」 |
| NECM-13036                       |                                             | 2023年12月20日 | AiM                    | CD    | 收录片尾曲「Various Colors」 |
| NECM-13037                       |                                             | 2023年12月20日 | AiM                    | CD    | 收录片尾曲「Various Colors」 |
| NECA-38001 NECA-38002            |                                             | 2024年4月24日  | AiM                    | CD    | 收录片尾曲「Various Colors」 |
| NEZA-90032 NEZA-90033 NEZA-90034 |                                             | 2024年4月24日  | AiM                    | CD BD | 收录片尾曲「Various Colors」 |
| FEME-26                          | DIGIMON HISTORY 2015-2023 All The Best      | 2024年8月10日  | FEEL MEE UNIT          | CD    | 收录片头曲「」 收录插曲「」 收录插曲「brave heart-THE BEGINNING Ver.-」 收录插曲「Beat Hit!-THE BEGINNING Vocal Arrange Ver.-」 收录片尾曲「Various Colors」 |
| NECA-28002                       | DIGIMON HISTORY 2015-2023 All The Best      | 2025年3月26日  | FEEL MEE UNIT          | CD    | 收录片头曲「」 收录插曲「」 收录插曲「brave heart-THE BEGINNING Ver.-」 收录插曲「Beat Hit!-THE BEGINNING Vocal Arrange Ver.-」 收录片尾曲「Various Colors」 |
| FEME-29                          |                                             | 2025年1月5日   | 和田光司               | CD    | 收录片头曲「」 |

### 数字专辑
| 专辑编号   | 专辑标题                                             | 发售时间       | 音乐人 | 备注 |
| ---------- | ---------------------------------------------------- | -------------- | --- | --- |
| NEDS-50012 |                                                      | 2023年7月30日  | 片山福十郎 朗斯贝里·亚瑟 朝井彩加 山谷祥生 榎木淳弥 M·A·O                                                     | 收录本宮大輔角色歌 收录一乘寺賢角色歌 收录井上京角色歌 收录火田伊織角色歌 收录高石岳角色歌 收录八神光角色歌 |
| NEDS-50013 |                                                      | 2023年7月30日  | 野田順子 高橋直純 遠近孝一 浦和惠 松本美和 德光由禾                                                           | 收录V仔兽角色歌 收录蠕虫兽角色歌 收录麻鹰兽角色歌 收录犰狳兽角色歌 收录巴达兽角色歌 收录迪路兽角色歌 |
| NEDS-50014 |                                                      | 2023年7月30日  | 片山福十郎 野田順子 朗斯贝里·亚瑟 高橋直純 朝井彩加 遠近孝一 山谷祥生 浦和惠 榎木淳弥 松本美和 M·A·O 德光由禾 | 收录本宮大輔角色歌 收录V仔兽角色歌 收录一乘寺賢角色歌 收录蠕虫兽角色歌 收录井上京角色歌 收录麻鹰兽角色歌 收录火田伊織角色歌 收录犰狳兽角色歌 收录高石岳角色歌 收录巴达兽角色歌 收录八神光角色歌 收录迪路兽角色歌 |
| NEDS-10073 | Various Colors                                       | 2023年10月27日 | AiM | 收录片尾曲「Various Colors」 |
| NEDS-10074 | Beat Hit!-THE BEGINNING Vocal Arrange Ver.-          | 2023年10月27日 | 宮崎步 | 收录插曲「Beat Hit!-THE BEGINNING Vocal Arrange Ver.-」 |
| NEDS-10075 |                                                      | 2023年10月27日 | 和田光司 | 收录插曲「」 |
| NEDS-10076 | brave heart-THE BEGINNING Ver.-                      | 2023年10月27日 | 宮崎步 | 收录插曲「brave heart-THE BEGINNING Ver.-」 |
| NEDS-50021 | Be Forever Butter-Fly-BEST ALBUM-[Special Edition W] | 2025年1月6日   | 和田光司 | 收录片头曲「」 |

## 发行
日本由东映发行，东映动画和东映制作，梦太公司外判制作。2023年10月5日在新宿Wald9（新宿バルト9）进行先行上映会，2023年10月27日正式上映。日本首周周末票房第五名，首周周末动员第六名。2024年5月29日发行Blu-ray和DVD。2024年8月1日在U-NEXT网络播映，2025年1月1日扩展到东映动画点播、Hulu、d动画商城、DMM TV等网络播映。
中国大陆由中影集团引进，中影股份代理发行和译制，众合千澄协助推广，属于进口买断片类型。日语和普通话配音，简体中文字幕。2024年4月14日在北京、上海、广州、武汉、成都5个城市进行首映会，2024年4月19日在北京、重庆、深圳、杭州、青岛5个城市进行优先场，2024年4月20日正式上映。中国大陆首周单周票房第八名。2024年8月12日在爱奇艺、优酷、腾讯视频、哔哩哔哩、芒果TV、乐视、风行、咪咕视频等网络播映。
香港由羚邦代理发行。日语和粤语配音，繁体中文和英文字幕。2023年10月30日在K11 Art House MCL戏院进行优先场，2023年11月1日在奧海城The Sky戏院进行首映会，2023年11月2日正式上映。香港首周单周票房亚军，第二周单周票房第七名，第三周单周票房第十名。2024年11月2日在Netflix网络播映。
澳门由羚邦代理发行。日语和粤语配音，繁体中文和英文字幕。2023年11月2日上映。2024年11月2日在Netflix网络播映。
台湾由羚邦代理发行。日语和国语配音，繁体中文字幕。2023年10月24日在台北信義威秀影城进行首映会，2023年10月27日在威秀院线正式上映。台湾首周周末票房第八名，第二周周末票房第十名；台北首周周末票房第六名，第二周周末票房第九名。2024年6月14日在中華電信MOD和Hami Video网络播映，2024年11月2日起扩展到Netflix和MyVideo网络播映。
新加坡由欧帝思（ODEX）代理发行。日语配音，简体中文和英文字幕。原定于2023年11月4日进行粉丝首映会，后延期至2023年11月18日在宏茂桥购物坊国泰戏院（Cathay Cineplex AMK Hub）进行粉丝首映会，2023年11月30日正式上映。
马来西亚由欧帝思（ODEX）代理发行。日语配音，简体中文、英文、马来文字幕。2023年11月11日在谷中城美佳廣場嘉通戏院（GSC Mid Valley）、新山南钥谷中城广场嘉通戏院（GSC Southkey JB）、合您廣場嘉通戏院（GSC Gurney Plaza）、武吉免登城中城三井啦啦宝都购物公园嘉通戏院（GSC Lalaport BBCC）进行粉丝首映会，2023年11月25日在谷中城美佳廣場嘉通戏院（GSC Mid Valley）、新山南钥谷中城广场嘉通戏院（GSC Southkey JB）、合您廣場嘉通戏院（GSC Gurney Plaza）进行粉丝首映会，2023年11月30日在嘉通院线（Golden Screen Cinemas）正式上映。马来西亚首周周末票房第六名。

### 分级
| 地区     | 分级 | 定义                                                                                 |
| -------- | ---- | ------------------------------------------------------------------------------------ |
| 日本     | G    | 所有年龄均可观赏。                                                                   |
| 香港     | IIA  | 兒童不宜。                                                                           |
| 澳門     | B組  | 未滿十三歲不宜觀看。                                                                 |
| 台灣     | 6+   | 未滿六歲之兒童不得觀賞，六歲以上未滿十二歲之兒童須父母、師長或成年親友陪伴輔導觀賞。 |
| 新加坡   | PG13 | 13岁以下须家长陪同才可观看，它可能包含了一些镜头，不适合儿童。                       |
| 马来西亚 | 13   | 适合13岁以上人士观看，轻微暴力，些许粗言秽语及惊悚画面。                             |

### 公映许可
| 地区     | 电影公映许可证        | 影片排次号   | 密钥时间                    | 配音        | 类型       |
| -------- | --------------------- | ------------ | --------------------------- | ----------- | ---------- |
| 中国大陆 | 电审进字[2024]第004号 | 012100202024 | 2024年4月20日-2024年5月19日 | 日语/普通话 | 进口买断片 |

### BD & DVD

#### 贩卖版
| 地区 | BD/DVD编号 | 预售时间      | 发售时间      | 配音 | 媒介 | 类型   | 备注                           |
| ---- | ---------- | ------------- | ------------- | ---- | ---- | ------ | ------------------------------ |
| 日本 | BIXA-1257  | 2024年2月21日 | 2024年5月29日 | 日语 | BD   | 豪华版 | 收录封入特典（包含网络广播剧） |
| 日本 | BIXA-1258  | 2024年2月21日 | 2024年5月29日 | 日语 | BD   | 通常版 | 收录封入特典（不含网络广播剧） |
| 日本 | BIBA-3628  | 2024年2月21日 | 2024年5月29日 | 日语 | DVD  | 通常版 | 收录封入特典（不含网络广播剧） |

#### 租赁版
| 地区 | DVD编号     | 租赁时间      | 配音 | 媒介 | 类型   | 备注                                                 |
| ---- | ----------- | ------------- | ---- | ---- | ------ | ---------------------------------------------------- |
| 日本 | BIDRJ-10045 | 2024年5月29日 | 日语 | DVD  | 租赁版 | 该产品仅作为限期租赁用途，不能进行贩卖，且未收录特典 |

## 朗读剧
|   | 作品名                                          | 公演名     | 公演时间      | 网络首播时间  | 朗读台本 | 场次 | 场馆                     |
| - | ----------------------------------------------- | ---------- | ------------- | ------------- | -------- | ---- | ------------------------ |
| 1 | 数码宝贝大冒险02 起源 昼 烟花大会门票大争夺战!  | 数码祭2023 | 2023年7月30日 | 2023年7月30日 | 大和屋晓 | 1场  | 品川王子大饭店恒星球大厅 |
| 2 | 数码宝贝大冒险02 起源 夜 全员集合!夜晚大搜查线! | 数码祭2023 | 2023年7月30日 | 2023年7月30日 | 大和屋晓 | 1场  | 品川王子大饭店恒星球大厅 |

## 广播剧CD
| 作品名                                     | 发售时间     | 脚本     | 音響監督 | 音響效果          | 录音   | 制作人          | 时长   | CD编号    |
| ------------------------------------------ | ------------ | -------- | -------- | ----------------- | ------ | --------------- | ------ | --------- |
| 数码宝贝大冒险 最后的进化 绊 我们要去哪里? | 2020年9月2日 | 大和屋晓 | 飯田里樹 | 古谷友二/宅間麻姬 | 松田悟 | 关弘美/木下陽介 | 26分钟 | HMCH-2093 |

## 网络广播剧
|   | 作品名                                               | 网络首播时间                  | CD发售时间    | 脚本     | 话数  | 时长  | CD编号    |
| - | ---------------------------------------------------- | ----------------------------- | ------------- | -------- | ----- | ----- | --------- |
| 1 | 数码宝贝大冒险02 起源 大辅的第一步!本宫面屋开店      | 2023年10月27日-2023年11月2日  | 2024年5月29日 | 大和屋晓 | 全1话 | 8分钟 | HMCH-2124 |
| 2 | 数码宝贝大冒险02 起源 给哥哥的SOS!岳和光的极秘任务!? | 2023年11月3日-2023年11月9日   | 2024年5月29日 | 大和屋晓 | 全1话 | 7分钟 | HMCH-2124 |
| 3 | 数码宝贝大冒险02 起源 通往我们的未来!                | 2023年11月10日-2023年11月16日 | 2024年5月29日 | 大和屋晓 | 全1话 | 9分钟 | HMCH-2124 |

## 注解
1. 1 2 3  本作原定为东映动画制作，后调整为东映动画和东映制作，并由东映动画和东映名义外判给夢太公司制作。
2. ↑  由中影集团引进，中影股份代理发行，众合千澄协助推广。
3. ↑  新加坡原定于2023年11月4日进行粉丝首映会，后延期至2023年11月18日在宏茂桥购物坊国泰戏院（Cathay Cineplex AMK Hub）进行粉丝首映会，2023年11月30日正式上映。
4. ↑  原定制作全4话（每话20分钟左右，共80分钟）顺次播映的动画，后被升格为剧场版（片长80分钟）。
5. 1 2 3  青年时期
6. 1 2 3  儿童时期
7. ↑  官方汉字为
8. ↑  剧场版和广播剧
9. ↑  朗读剧
10. ↑  官方汉字为
11. 原企划名为
12. ↑  1992年2月29日出生，因闰年闰日，故每四年一次生日（1996年、2000年、2004年、2008年、2012年……）
13. ↑  （数码兽链接系统，DIGIMON LINK SYSTEM），简称「D-LINK」
14. ↑  片头曲分镜
15. 1 2  又称“买断片”或“批片”
16. 1 2  粤语由天下一聲優館配音
17. 1 2 3  日语配音和繁体中文字幕
18. ↑  国语由意妍堂配音
19. ↑  一般指定
20. 1 2  保护级
21. ↑  辅导级
22. 1 2  《數碼寶貝02 THE BEGINNING》网络广播剧《大辅的第一步!本宫面屋开店》（大輔の第一歩!麺屋もとみや開店）、《给哥哥的SOS!岳和光的极秘任务!?》（兄へのSOS!タケルとヒカリ極秘ミッション!?）、《通往我们的未来!》（ボクたちの、未来へ!），入场者特典，期间限定公开。
23. ↑  《数码宝贝大冒险 最后的进化 绊 Blu-ray 豪華版》封入特典
24. 1 2 3  《数码宝贝大冒险02 起源》入场者特典，期间限定公开；《数码宝贝大冒险02 起源 Blu-ray 豪華版》封入特典。

### 日本官方网站
- 东映动画 Digimon Anime Portal 官网（页面存档备份，存于）（日語）（英文）
- 东映动画 Digimon Adventure 02: The Beginning 官网（页面存档备份，存于）（日語）（英文）
- Digimon Anime的TikTok（日語）
- Digimon Anime Series【官方】的X（前Twitter）（日語）

### 其他相关网站
- 哔哩哔哩 数码宝贝召集令 官网（页面存档备份，存于）（简体中文）
- 哔哩哔哩 数码宝贝02：最初的召唤 官网（页面存档备份，存于）（简体中文）
- 羚邦 數碼暴龍02 THE BEGINNING 官網（页面存档备份，存于）（繁體中文）（简体中文）（英文）
- 欧帝思（ODEX） Digimon Adventure 02: The Beginning 官网（页面存档备份，存于）（英文）
- 电影数码宝贝02最初的召唤的新浪微博（简体中文）
- 数码宝贝02最初的召唤的哔哩哔哩个人空间（简体中文）